# Proxemik
Die Proxemik (von lateinisch proximare ‚sich nähern‘) 
untersucht und beschreibt die Signale von Individuen, die sie durch das Einnehmen einer bestimmten Distanz zueinander austauschen. Die Proxemik ist ein Gebiet der Psychologie und der Kommunikationswissenschaft sowie ein Teilbereich der Lokomotorik.

## Beschreibung
Proxemik erforscht soziale und kulturelle Bedeutungen, die Menschen mit ihrer privaten und beruflichen räumlichen Umgebung verbinden. Sie beschäftigt sich also mit dem Raumverhalten als einem Teil der nonverbalen Kommunikation. Der Begriff wurde ursprünglich vom Anthropologen Edward T. Hall in den 1960er Jahren geprägt. Anfang des 21. Jahrhunderts erweiterte der Betriebswirt und Pädagoge Armin Poggendorf das Konzept um die Dimension der Augenhöhe. Die Proxemik hat eher den Charakter ungeschriebener territorialer Gesetze als den eines biologischen Triebes. Das Empfinden dieser räumlich-körperlichen Positionen kann je nach Kultur verschieden sein.
Die Distanzen äußern sich in kleinräumigen Verhaltensweisen. Im einfachsten Fall geschieht es durch regelmäßiges Benutzen oder durch das Setzen von Markierungen, zum Beispiel können bewusst abgelegte Gegenstände, etwa eine Zeitung oder ein Handtuch, dazu dienen, einen Platz in einem Lesesaal oder an einem Strand zu reservieren.
Oder sozial höher gestellte Personen dürfen eher körperliche Kontakte aufnehmen als Untergebene: Der Vorgesetzte klopft dem Untergebenen auf die Schulter, jedoch nicht umgekehrt.

## Teilgebiete
- Distanz: intim, persönlich, sozial, öffentlich
- Augenhöhe: Körpergröße, Standhöhe, Sitzhöhe
- Richtung: Blickkontakt und Zuwendung der Körper bei Interaktion
- Berührung: meistens an Händen, Armen, Schulter, Rücken oder Kopf.

## Einteilung der Distanzen
Für die nord- und mitteleuropäischen sowie nordamerikanischen Kulturen hat der Begründer der Proxemik Edward Hall die Distanz zwischen Personen in vier Zonen eingeteilt. Jede Zone hat eine weite und eine nahe Phase und bezeichnet gleichzeitig das zwischenmenschliche Verhältnis:
- Intimdistanz
  - Nahe Phase – bis 15 cm (bis 6 Zoll)
  - Weite Phase – 15 bis 46 cm (6 bis 18 Zoll)
- Persönliche Distanz 
  - Nahe Phase – 46 bis 76 cm (1,5 bis 2,5 Fuß)
  - Weite  Phase – 76 bis 122 cm (2,5 bis 4 Fuß)
- Soziale Distanz
  - Nahe Phase – 1,2 bis 2,1 m (4 bis 7 Fuß)
  - Weite Phase – 2,1 bis 3,7 m (7 bis 12 Fuß)
- Öffentliche Distanz 
  - Nahe Phase – 3,7 bis 7,6 m (12 bis 25 Fuß)
  - Weite Phase – ab 7,6 m (ab 25 Fuß)

Diese Abstände sind jedoch kulturabhängig. Beispielhaft ist dies an dem Unterschied der Distanzen zwischen Nord- und Südamerikanern zu sehen:

„Der normale Abstand bei der Kommunikation zwischen Fremden zeigt die Bedeutung der Dynamik räumlicher Interaktion. Wenn eine Person zu nahe kommt, folgt prompt und automatisch die Reaktion - die andere Person weicht zurück. Und wenn das Gegenüber nachrückt, weichen wir wieder weiter zurück. Ich habe (US-)Amerikaner vor Ausländern, die sie als zu aufdringlich wahrnehmen, die gesamte Länge eines Korridors zurückweichen sehen.“

In Europa gibt es ebenfalls ein sogenanntes Nord-Süd-Gefälle bezüglich der Distanz, die jemand zu anderen Personen wahrt: Generell halten Nordeuropäer zu ihrem Gegenüber einen wesentlich größeren Abstand, als das bei Südeuropäern der Fall ist. Dieses Verhalten führt häufig zu der Annahme, dass Menschen aus Südeuropa herzlicher und offener seien als solche aus Nordeuropa. Dieses unterschiedliche Verständnis von Nähe und Distanz kann auch dazu führen, dass sich ein Nordeuropäer von einem Südeuropäer schneller bedrängt fühlt, während das Einhalten einer größeren Distanz durch den Nordeuropäer von einem Südeuropäer eher negativ wahrgenommen wird.
Befindet sich eine fremde Person in der persönlichen Distanzzone einer anderen, kann dies als unangenehm empfunden werden. Ausnahmen gibt es jedoch in bestimmten Situationen wie einer überfüllten Bahn oder einem engen Aufzug. Dort wird das Eindringen in die persönliche Zone im Allgemeinen hingenommen.

## Relevanz
Die Globalisierung führt dazu, dass Unternehmen in einem immer internationaler werdenden Umfeld agieren. Es werden interkulturelle Trainings angeboten, um das Verhalten von Personen unterschiedlicher Kulturen besser verstehen und nachvollziehen zu können. Diese Trainings gehen auch auf die nonverbale Kommunikation ein. Hierbei spielt das Raumverhalten eine wichtige Rolle.